# Paola Pinna
Paola Pinna (Cagliari, 11 novembre 1974) è una politica italiana.

## Biografia
Nata a Cagliari l'11 novembre del 1974. Si laurea in Scienze Politiche a indirizzo economico e consegue un master in Business Administration-MBA alla Luiss di Roma. Ha lavorato per anni come consulente di società attive in diversi comparti. Si è occupata di progettazione di reti commerciali in franchising ed è stata responsabile del settore marketing e commerciale di una rete di agenzie di viaggio operante a livello nazionale. Ha svolto l'incarico di direttore tecnico di agenzie di viaggi e turismo. Dal 2013 è istruttrice amministrativa-contabile presso il Comune di Cagliari.

## Attività politica

### Deputata nella XVII legislatura
Alle elezioni politiche del 2013 viene eletta deputata della XVII legislatura della Repubblica Italiana nella circoscrizione XXVI Sardegna per il Movimento 5 Stelle. Dal 7 maggio 2013  al 30 aprile 2015 è stata segretaria della XIV commissione Politiche dell'Unione Europea.
Nel mese di giugno 2013 rilasciò una prima intervista al quotidiano La Stampa e alcuni giorni dopo alla trasmissione Piazzapulita nelle quali si opponeva all'espulsione della senatrice Adele Gambaro e denunciava il clima teso all'interno del Movimento.
Il 27 novembre 2014, a seguito di una consultazione svoltasi sul blog di Grillo, è stata espulsa dal Movimento con l'accusa di non aver ceduto parte del suo stipendio. La deputata si è difesa pubblicando sulla sua pagina Facebook le contabili dei bonifici effettuati e attribuendo la sua epurazione alle critiche rivolte a Grillo a seguito della sconfitta alle elezioni regionali in Emilia Romagna e in Calabria.
Dopo un breve periodo di permanenza al Gruppo misto il 26 marzo 2015 entra a far parte del gruppo parlamentare di Scelta Civica e il 4 febbraio 2016 si iscrive al Partito Democratico.